# Paul Verhaegh
Paul Johannes Gerardus Verhaegh (* 1. září 1983, Kronenberg, Nizozemsko) je bývalý nizozemský fotbalový obránce. Účastník Mistrovství světa 2014 v Brazílii.

## Reprezentační kariéra
Paul Verhaegh byl členem nizozemských mládežnických výběrů. Zúčastnil se Mistrovství Evropy hráčů do 21 let 2006 v Portugalsku, kde mladí Nizozemci vybojovali svůj první titul v této věkové kategorii, když porazili ve finále Ukrajinu 3:0. Na turnaji nastoupil v úvodních dvou zápasech.
V nizozemském reprezentačním A-mužstvu debutoval pod trenérem Louisem van Gaalem v přátelském zápase proti domácímu Portugalsku 15. srpna 2013 (remíza 1:1). Verhaegh odehrál první poločas.
Trenér Louis van Gaal jej vzal na Mistrovství světa 2014 v Brazílii. V základní skupině B, z níž vyšli Nizozemci z prvního místa s plným počtem bodů, nehrál. Nastoupil v základní sestavě až v osmifinále proti Mexiku (výhra 2:1). Nizozemci se dostali do boje o třetí místo proti Brazílii, vyhráli 3:0 a získali bronzové medaile.